# Vladimír Maňka
Vladimír Maňka, né le 19 septembre 1959 à Lučenec, est un homme politique slovaque. Il a notamment été maire de Zvolen, député au Parlement slovaque, président de la région de Banská Bystrica et député européen.

## Biographie
Après des études d'ingénieur (génie civil) et une carrière professionnelle en cette qualité et dans les affaires, Vladimír Maňka s'engage en politique au Parti de la gauche démocratique (SDĽ) devenant en 1995 responsable des questions économiques du SDĽ et vice-président du parti SMER devenu SMER-SD après la fusion des deux partis effective début 2005. 
Son premier mandat a été celui de député au Conseil national de la République slovaque (1998-2002), puis maire de la ville de Zvolen (1999-2005), eurodéputé (depuis 2004). Il est président de la région de Banská Bystrica de 2009 à 2013, battu à la surprise générale en novembre 2013 par son adversaire d'extrême droite, le nationaliste Marian Kotleba.